# Piotr V (patriarcha Aleksandrii)
Piotr V – koudiator chalcedońskiego Patriarchatu Aleksandrii.

## Życiorys
Dokładne lata jego panowania nie są znane. Było to w okresie VII–VIII w.